# Forêt de la Groulaie
La forêt de la Groulaie est une forêt privée de 450 hectares sur la commune de Blain (Loire-Atlantique), en bordure du canal de Nantes à Brest (rivière Isac canalisée). 
L'ancien parc du château des Rohan est situé à l'entrée de la forêt.
On signale vers 1710 l'arrivée de familles venues des environs de Lyon (Balthazard Blain, charpentier), au moment où cette forêt venait d'être vendue (pour être abattue) à M. de Talhouët et revendue à Louis Doussaint de Nantes pour 145 000 livres.[réf. nécessaire]
Aujourd'hui la forêt appartient à un propriétaire et elle est toujours privée.
Il y a des anciennes carrières de schiste au cœur de la forêt.